# Lavoux
Lavoux – miejscowość i gmina we Francji, w regionie Nowa Akwitania, w departamencie Vienne.
Według danych na rok 1990 gminę zamieszkiwało 881 osób, a gęstość zaludnienia wynosiła 59 osób/km² (wśród 1467 gmin regionu Poitou-Charentes Lavoux plasuje się na 350. miejscu pod względem liczby ludności, natomiast pod względem powierzchni na miejscu 585.).